# Aachen Flugzeugbau
Aachen Flugzeugbau est un constructeur aéronautique allemand du début du XXe siècle établie Aix-la-Chapelle (Prusse), à l'époque de la Première Guerre mondiale.
Avec la fin de la guerre et l'interdiction du vol motorisé en Allemagne imposée par le traité de Versailles, la société a commencé à se spécialiser dans la construction de planeurs.
En 1921, elle est devenue Aachener Segelflugzeugbau, dont les planeurs étaient dessinés par Wolfgang Klemperer. En 1923, la société est absorbée par Junkers.